# Fall River Football Club
I Fall River F.C. (1922-1931) comunemente chiamato i Marksmen, sono stati una società calcistica di Fall River, negli Stati Uniti. Fu una delle squadre di maggior successo dei primi anni calcistici statunitensi.

## Storia

### Origini
Sam Mark ha preso il posto del Fall River United nella American Soccer League quando la sua offerta è stata scelta sulla loro. Sam Mark è stato in grado di fornire un nuovo campo per la squadra su cui giocare. 

### I Fall River F.C.
Il nuovo proprietario volle costruire un nuovo stadio, il Mark's Stadium, uno dei primi esempi di stadi costruiti solamente per il calcio negli Stati Uniti, e rinforzare la squadra con l'allora miglior giocatore della lega, l'inglese Harold Brittan. Dopo un primo campionato interlocutorio (arrivarono terzi nel 1922-23), i Marksmen inanellarono tre vittorie consecutive duellando con i Bethlehem Steel, l'altra formazione di prestigio della lega, anche nella coppa nazionale.
La formazione, fin dal suo nascere, ebbe giocatori di prestigio acquistati soprattutto dal campionato scozzese, ma seppe selezionare e valorizzare giocatori americani come Billy Gonsalves e Bert Patenaude che gli garantirono altri quattro titoli nazionali tra il 1928 ed il 1930. I Marksmen si confrontarono quasi annualmente con squadre europee come per esempio lo Sparta Praga, i Rangers o il Kilmarnock (nei loro tour in america) o nella tournée europea del 1930 in Europa centrale incontrando lo Slavia Praga, l'Austria Vienna, lo Slovan Bratislava ed il Ferencváros.

### New York Yankees/Marksmen
| N.Y. Yankees |

Al ritorno dalla tournée europea i Marksmen vinsero il loro ultimo titolo in un contesto storico-economico abbastanza delicato come quello della Grande depressione (causando anche una scarsa affluenza di pubblico) che indirizzò il proprietario Sam Mark a trasferire la società in una piazza più importante come quella di New York. Qui si accordarono per una fusione con i New York Soccer Club (precedentemente conosciuti come New York Giants dal 1923 al 1930) per dar vita ai New York Yankees nel 1931. Complicazioni burocratiche in merito alla tempistica dell'iscrizione al campionato ed alla coppa fece sì che la nuova società gareggiasse in coppa con la denominazione precedente ed in campionato come Yankees (assumendo anche i colori sociali della più famosa squadra di baseball, per ingraziarsi più facilmente il pubblico newyorkese).
L'anno successivo, dopo l'insuccesso economico del trasferimento a New York, la squadra venne trasferita nuovamente nel New England per ricreare i New Bedford Whalers (terza edizione).

## Cronologia
| Anno                        | Division | Lega    | Stagione Regolare                       | Playoffs        | National Challenge Cup |
| --------------------------- | -------- | ------- | --------------------------------------- | --------------- | ---------------------- |
| Fall River F.C.             |          |         |                                         |                 |                        |
| 1922-23                     | 1        | ASL     | 3°                                      |                 | Secondo turno          |
| 1923-24                     | 1        | ASL     | 1°                                      | Campione        | Campione               |
| 1924-25                     | 1        | ASL     | 1°                                      | Campione        | Non qualificata        |
| 1925-26                     | 1        | ASL     | 1°                                      | Campione        | Secondo turno          |
| 1926-27                     | 1        | ASL     | 3°                                      |                 | Campione               |
| 1927-28                     | 1        | ASL     | 5° (girone andata); 2° (girone ritorno) | Semifinali      | Quarti di finale       |
| 1928-29                     | 1        | ASL     | 1° (girone andata); 1° (girone ritorno) | Campione        | Non qualificata        |
| Autunno 1929                | 1        | ASL     | 1°                                      | Campione        | -                      |
| Primavera 1930              | 1        | ACL/ASL | 1°                                      | Campione        | Campione               |
| Autunno 1930                | 1        | ASL     | 1°                                      | Campione        | -                      |
| Fall River/New York Yankees |          |         |                                         |                 |                        |
| Primavera 1931              | 1        | ASL     | 3° (NY Yankees)                         | Non qualificata | Campione (Fall River)  |

## Calciatori
- Jimmy Douglas
- Jimmy Gallagher
- Billy Gonsalves
- Bob Millar
- Werner Nilsen
- Bert Patenaude
- Archie Stark

## Palmarès

### Competizioni nazionali
- Campione Nazionale
- American Soccer League (7): 1923-24, 1924-25, 1925-26, 1928-29, Autunno 1929, Primavera 1930, Autunno 1930.
- Coppe Nazionali
- National Challenge Cup (4): 1924, 1927, 1930, 1931.
- Lewis Cup (1): 1930

### Altri piazzamenti
- American Soccer League:

Terzo posto: 1922-1923, 1926-1927